# Bruna Thedy
Bruna Thedy Amorim (Itaqui, 21 de abril de 1983) é uma apresentadora e atriz brasileira.

## Carreira
Em 1998 iniciou a carreira como atriz no especial de final de ano Sandy & Júnior,  da Rede Globo, interpretando Sheila, uma garota que gostava de mostrar o corpo e seduzir os rapazes. Em 1999, após o especial ser transformado em seriado fixo na grade do canal, a personagem passou a se chamar Ritinha e teve o perfil completamente alterado, passando a ser uma garota meiga, de personalidade forte e sem preconceitos. Durante a última temporada, em 2002, a personagem passa por um dos momentos mais delicados do seriado ao estar fugindo de um ex-namorado violento, que a persegue e ameaça. Em 2001 interpreta Verinha em O Direito de Nascer, novela gravada em 1997, antes do seriado. Em 2003 interpreta Regina de Almeida, a antagonista de Canavial de Paixões. Em 2004 interpretou Wendla em Despertar da Primavera, versão brasileira do clássico de Frank Wedekind, dando uma pausa na carreira logo após.
Em 2009, após se formar em jornalismo, estreia como apresentadora do Pé na Rua, dividindo o comando com João Victor d'Alves e Gabriela França. Em 2010 é contratada pela FOX Bem Simples e apresenta o Faça em Casa por duas temporadas, programa de artes utilizando materiais sustentáveis. Em 2011 apresenta o Camarim MSN, atração online que mostrava bastidores de shows, programas de televisão, turnês de artistas e entrevistas. Em 2012 entra para a PlayTV e, ao lado de Luciano Amaral, comanda o jornal cultural PlayTV News com as notícias da semana sobre games, música e temáticas jovens, onde fica até 2015. Em 2014 concilia o trabalho na televisão com o de radialista ao ser contratada pela 89 FM A Rádio Rock para apresentar o Do Balacobaco 2.Zé, até dezembro de 2018. Em 2015 participa por algumas semanas da segunda temporada de  Chiquititas, onde interpretou a maldosa Tamires Ramos. Em 2016 interpreta a renomada atriz Brigitte Bardot na peça teatral Com Amor, Brigitte, tendo grande repercussão.

## Vida pessoal
Em 2008 se formou em Jornalismo.

## Teatro
| Ano     | Título                         | Personagem         | Nota                  |
| ------- | ------------------------------ | ------------------ | --------------------- |
| 2000    | Tutti-Frutti: O Musical        | Odete              |                       |
| 2004–05 | Despertar da Primavera         | Wendla             |                       |
| 2009    | Entre Quatro Paredes           | Estela             |                       |
| 2010–12 | O Marceneiro                   | Melissa            |                       |
| 2010    | Te Espero na Última Plataforma | Clara              |                       |
| 2011    | Enquanto Isso...               | Ana                |                       |
| 2012    | Equus                          | Jill               |                       |
| 2012–13 | Casa de Bernarda Alba          | Adela              |                       |
| 2013    | Minha Primeira Vez             | Vários personagens |                       |
| 2013    | Las Perras                     | Rosa               |                       |
| 2013    | Universos                      | Melissa            |                       |
| 2014–15 | Preto no Branco                | Gisele Jones       |                       |
| 2014–15 | Mirror Teeth                   | Adela              |                       |
| 2015    | Ao Pé do Ouvido                | Sônia              |                       |
| 2016    | Com Amor, Brigitte             | Brigitte Bardot    | Também como produtora |
| 2018–19 | Universos                      | Drª. Melissa       |                       |

## Filmografia

### Televisão
| Ano           | Título              | Personagem                        | Nota        |
| ------------- | ------------------- | --------------------------------- | ----------- |
| 1998–02       | Sandy & Júnior      | Rita de Cássia Quaresma (Ritinha) |             |
| 2001          | O Direito de Nascer | Vera Pasquim (Verinha)            |             |
| 2003          | Canavial de Paixões | Regina de Almeida                 |             |
| 2009          | Pé na Rua           | Apresentadora                     |             |
| 2010–11       | Fox Faça em Casa    | Apresentadora                     |             |
| 2012–15       | PlayTV News         | Apresentadora                     |             |
| 2015          | Chiquititas         | Tamires Ramos                     | Temporada 2 |
| 2018–presente | Sempre Bem          | Apresentadora                     |             |

### Internet
| Ano     | Título       | Personagem    |
| ------- | ------------ | ------------- |
| 2011–12 | Camarim MSN  | Apresentadora |
| 2018    | Gillette ULT | Apresentadora |

### Cinema
| Ano  | Título         | Personagem      |
| ---- | -------------- | --------------- |
| 2000 | De Cara Limpa  | Érica           |
| 2009 | O Nome do Gato | Garota na festa |

## Rádio
| Ano     | Título             | Personagem    | Nota               |
| ------- | ------------------ | ------------- | ------------------ |
| 2014–18 | Do Balacobaco 2.Zé | Apresentadora | 89 FM A Rádio Rock |

## Prêmios e indicações
| Ano  | Prêmio                          | Categoria                | Indicação               | Resultado | Ref.   |
| ---- | ------------------------------- | ------------------------ | ----------------------- | --------- | ------ |
| 2013 | Prêmio Teatro R7                | Musa do Teatro           | A Casa de Bernarda Alba | Venceu    | [ 35 ] |
| 2013 | Prêmio Aplauso Brasil de Teatro | Melhor Atriz Coadjuvante | A Casa de Bernarda Alba | Indicado  | [ 27 ] |
| 2015 | Prêmio Teatro R7                | Musa do Teatro           | Ao Pé do Ouvido         | Venceu    | [ 36 ] |